# Поколение: Изгубени и намерени (Ритуалът)
„Поколение: Изгубени и намерени“ е български игрален филм (новела, драма, копродукция) от 2005 година на режисьора Надежда Косева, по сценарий на Георги Господинов. Оператор е Кристине Майер.

## Актьорски състав
Роли във филма изпълняват актьорите:
- Анна Броке
- Красимир Доков
- Светлана Янчева
- Иван Юруков

## Награди
- Награда „Сребърна чайка“ от София филм фест, 2005 г.